# Francimar Barroso
Francimar Barroso (Xapuri, 28 febbraio 1980) è un lottatore di arti marziali miste brasiliano attualmente sotto contratto con la Ultimate Fighting Championship, nella quale combatte nella divisione dei pesi mediomassimi.
Barroso è stato il campione dei pesi mediomassimi WOCS e Shooto Brazil, ed è cintura nera di jiu jitsu brasiliano e di kickboxing.

## Carriera nelle arti marziali miste

### Inizi
Barroso debuttò nelle arti marziali miste nel maggio 2005, ottenendo nei suoi primi 7 incontri disputati in Brasile un record di 5 vittorie e 2 sconfitte

### Shooto Brazil
Il 28 marzo del 2009 passò alla federazione Shooto Brazil, dove debuttò e vinse contro Roque Oliver per sottomissione. Con questa vittoria firmò un contratto per quattro incontri con la federazione brasiliana. Il 30 maggio affrontò Levi da Costa che fu costretto a concedere la vittoria a Barroso dopo essersi procurato un profondo taglio sul viso.
Dopo un lungo periodo di inattività ritornò a combattere nel marzo del 2012, contro Falco Neto Lopes all'evento Shooto Brazil 28. Barroso vinse per sottomissione applicando una ghigliottina a strangolamento. Mentre il 23 novembre dello stesso anno, si scontro con Cristiano Souza, in un incontro valido per la cintura dei pesi mediomassimi Shooto Brazil reso vacante. Francimar vinse l'incontro e il titolo per stop medico; un anno dopo però rese vacante il titolo per poter entrare nella promozione americana Ultimate Fighting Championship, non prima di aver vinto la cintura dei pesi mediomassimi WOCS.

### Ultimate Fighting Championship
Il 3 agosto del 2013 debuttò nella promozione UFC contro il brasiliano Ednaldo Oliveira, sostituendo l'infortunato Robert Drysdale. Barroso vinse per decisione unanime. Nel suo secondo incontro affrontò il nuovo arrivato Hans Stringer all'evento UFC Fight Night: Shogun vs. Henderson 2, perdendo per decisione non unanime.
Barroso doveva confrontarsi, per il 7 giugno 2014, con Patrick Cummins ma sfortunatamente fu costretto a rinunciare al match per infortunio.
L'8 novembre Barroso doveva sostituire Rafael Cavalcante nella sfida contro Ovince St. Preux, ma alla fine il match venne annullato con St. Preux che venne chiamato a lottare nel main match della serata. A maggio del 2015 sconfigge il canadese Ryan Jimmo per decisione unanime.
A gennaio del 2016 avrebbe dovuto affrontare il russo Abdul-Kerim Edilov. Tuttavia, Edilov si infortunò al ginocchio a pochi giorni dall'evento e al suo posto venne inserito Elvis Mutapcic. Barroso vinse il match per decisione unanime.	
L'8 maggio affrontò l'ucraino Nikita Krylov, venendo sconfitto per sottomissione nel secondo round. A settembre doveva invece affrontare C.B. Dollaway all'evento UFC 203, ma quest'ultimo ebbe un incidente, il giorno stesso dell'incontro, all'interno di un ascensore guasto che gli provocò un infortunio.
A novembre affrontò Darren Stewart. Durante uno scambio in piedi, Barroso si toccò il volto accusando un forte dolore; non potendosi difendere correttamente venne portato al tappeto e finalizzato per KO tecnico. Nelle immagini mostrate dal replay, venne fatto notare che Barroso fu colpito con una testata involontaria che gli causò la rottura di uno zigomo.

## Titoli e riconoscimenti
- WOCS
  - Campione dei pesi mediomassimi WOSC
- Shooto Brazil
  - Campione dei pesi mediomassimi Shooto Brazil

## Risultati nelle arti marziali miste
| Risultato | Record | Avversario                      | Metodo                           | Evento                                  | Data              | Round | Tempo | Luogo                      | Note                                                |
| --------- | ------ | ------------------------------- | -------------------------------- | --------------------------------------- | ----------------- | ----- | ----- | -------------------------- | --------------------------------------------------- |
| Sconfitta | 18-6   | Darren Stewart                  | KO Tecnico (pugni)               | UFC Fight Night: Bader vs. Nogueira 2   | 19 novembre 2016  | 1     | 1:34  | San Paolo, Brasile         |                                                     |
| Sconfitta | 18-5   | Nikita Krylov                   | Sottomissione (rear-naked choke) | UFC Fight Night: Overeem vs. Arlovski   | 8 maggio 2016     | 2     | 3:11  | Rotterdam, Paesi Bassi     |                                                     |
| Vittoria  | 18-4   | Elvis Mutapcic                  | Decisione (unanime)              | UFC Fight Night: Dillashaw vs. Cruz     | 17 gennaio 2016   | 3     | 5:00  | Boston, Stati Uniti        |                                                     |
| Vittoria  | 17-4   | Ryan Jimmo                      | Decisione (unanime)              | UFC Fight Night: Condit vs. Alves       | 30 maggio 2015    | 3     | 5:00  | Goiânia, Brasile           |                                                     |
| Sconfitta | 16-4   | Hans Stringer                   | Decisione (non unanime)          | UFC Fight Night: Shogun vs. Henderson 2 | 23 marzo 2014     | 3     | 5:00  | Natal, Brasile             |                                                     |
| Vittoria  | 16-3   | Ednaldo Oliveira                | Decisione (unanime)              | UFC 163: Aldo vs. Korean Zombie         | 3 agosto 2013     | 3     | 5:00  | Rio de Janeiro, Brasile    | Debutto in UFC                                      |
| Vittoria  | 15-3   | Simao Melo da Silva             | Sottomissione (rear-naked choke) | Watch Out Combat Show 25                | 12 aprile 2013    | 2     | 4:56  | Rio de Janeiro, Brasile    | Vince il titolo dei Pesi Mediomassimi WOCS          |
| Vittoria  | 14-3   | Cristiano Souza                 | KO Tecnico (stop medico)         | Shooto: Brazil 36                       | 23 novembre 2012  | 1     |       | Brasilia, Brasile          | Vince il titolo dei Pesi Mediomassimi Shooto Brazil |
| Vittoria  | 13-3   | Falco Neto Lopes                | Sottomissione (ghigliottina)     | Shooto: Brazil 28                       | 10 marzo 2012     | 1     | 3:15  | Rio de Janeiro, Brasile    |                                                     |
| Sconfitta | 12-3   | Baga Agaev                      | KO (pugno e ginocchiate)         | Desert Force 2                          | 19 maggio 2011    | 1     | 1:13  | Amman, Giordania           |                                                     |
| Vittoria  | 12-2   | Abhijeet Petkar                 | KO (calcio in testa)             | Desert Force 1                          | 8 dicembre 2010   | 1     | 0:05  | Amman, Giordania           |                                                     |
| Vittoria  | 11-2   | Kleber Raimundo Silva           | Decisione (unanime)              | Capital Fight 3                         | 5 novembre 2010   | 3     | 5:00  | Brasilia, Brasile          |                                                     |
| Vittoria  | 10-2   | Jacob Quintana                  | Sottomissione (pugni)            | Mega Kombat                             | 24 luglio 2010    | 3     |       | Minas Gerais, Brasile      |                                                     |
| Vittoria  | 9-2    | Alessandro Stefano              | KO Tecnico (pugni)               | Bitetti Combat 5                        | 12 dicembre 2009  | 1     | 1:50  | San Paolo, Brasile         |                                                     |
| Vittoria  | 8-2    | Paulo Henrique Garcia Rodrigues | KO Tecnico (pugni)               | Iron Man Championship 3                 | 10 settembre 2009 | 1     |       | Belém, Brasile             |                                                     |
| Vittoria  | 7-2    | Levi da Costa                   | KO Tecnico (stop dall'angolo)    | Shooto: Brazil 12                       | 30 maggio 2009    | 1     | 5:00  | Rio de Janeiro, Brasile    |                                                     |
| Vittoria  | 6-2    | Roque Oliver                    | Sottomissione (rear-naked choke) | Shooto: Brazil 11                       | 28 marzo 2009     | 1     | 4:48  | Rio de Janeiro, Brasile    |                                                     |
| Vittoria  | 5-2    | Joao Paulo de Souza             | KO Tecnico (pugni)               | Coari Combat 3                          | 15 febbraio 2009  | 1     |       | Amazonas, Brasile          |                                                     |
| Vittoria  | 4-2    | Adriano Balby                   | Sottomissione (rear-naked choke) | Manaus FC                               | 14 giugno 2008    | 1     | 0:52  | Manaus, Brasile            |                                                     |
| Sconfitta | 3-2    | Geronimo dos Santos             | KO Tecnico (pugni)               | Amazon Challenge 2                      | 1 marzo 2008      | 1     | 4:00  | Manaus, Brasile            |                                                     |
| Vittoria  | 3-1    | Sandro Pitbull                  | KO Tecnico (infortunio al dito)  | Hero's the Jungle                       | 13 ottobre 2007   | 2     |       | Manaus, Brasile            |                                                     |
| Sconfitta | 2-1    | Josue Makowiecky da Silva       | KO (ginocchiata)                 | Floripa Fight 1                         | 26 novembre 2005  | 1     | 2:27  | Florianópolis, Brasile     |                                                     |
| Vittoria  | 2-0    | Rogerio Farias                  | Sottomissione (pugni)            | Fight Center Cup 4                      | 21 ottobre 2005   | 1     |       | Rio Grande do Sul, Brasile |                                                     |
| Vittoria  | 1-0    | Junior Tigre                    | KO (calcio in testa)             | Slap Fight Combat                       | 16 maggio 2005    | 1     | 4:27  | Fortaleza, Brasile         |                                                     |